# Т-60
Т-60 је био совјетски лаки тенк који се производио између 1941. и 1943. године.

## Настанак
Руски лаки тенк Т-60 настао је 1941. године као замена за лаки амфибијски тенк Т-40. Међутим, како је један од захтева био да нови тенк има јачи оклоп, што је подразумевало и већу тежину, Т-60 није више имао амфибијске способности. Покушај да се у нови тенк угради јаче наоружање у виду топа калибра 37 mm је био безуспешан због тога што постојећи прстен куполе није могао да апсорбује повратни трзај топа при опаљењу. Због тога је нови тенк био наоружан посебно конструисаним брзометним топок ШхВАК калибра 20 mm. Захваљујући иновативном дизајну, пробојна моћ гранате од 20 mm испаљене из овог тога била је идентична пробојној моћи гранате калибра 37 mm.
Начин стварања овог тенка је јединствен у Другом светском рату, а можда и у целој тенковској историји. Тенковска фабрика у Москви је била добила наређење да почне производњу тенка Т-50, али тамошњи руководећи кадар је убрзо након што су угледали пројекат закључио да је тако нешто немогуће произвести у њиховој малој фабрици. Са великом дозом храбрости тамошњи главни дизајнер заједно са одговорном војном особом је послао писмо Стаљину о немогућности испуњења задатка и предлогу производње новог тенка кога су они дизајнирали у року од само две недеље. Увидевши предлог новог тенка Стаљин и врховни штаб Црвене армије дају дозволу за почетак производње тенка који добија име Т-60.

## Ратна употреба
Након катастрофалних губитака током 1941. године овај тенк је био без обзира на своје неспорне недостатке с одушевљењем дочекан на фронту за попуњавање борбених линија, до тренутка појаве довољног броја тенкова Т-34. Реално говорећи снага овог тенка је била недовољна тако да је у тренутку ватреног крштења он био равноправан противник само немачком тенку Панцер II. Некакве минималне изгледе Т-60 је још имао и против јачих Панцер III и Панцер IV, али заслуга за то је припадала пре свега његовом оклопу, а не наоружању.
Због слабог оклопа и неотпорности на немачку противтенковску артиљерију, посаде су Т-60 у шали звале БТ-2, што је било скраћено за рус. „Братскауа Могила на Довоикх“, у преводу "братски гроб за двојицу“.

## Опрема
Важност придата овом тенку током 1941. године се најбоље види по томе на који начин су обезбеђени мотори за уградњу у њега. По Стаљиновом наређењу у Т-60 су били уграђени сви мотори до којих је фабрика могла доћи, тако да се ту нашло свашта: од класичног совјетског, преко америчких Фордових примерака до обичних аутомобилских мотора. На крају се дешавало да тенкови у једној дивизији не могу заједно да јуришају, услед различите снаге мотора због чега су имали различите максималне брзине.
У тенк је био уграђен брзи авионски топ од 20 mm, што је у тренутку производње представљао његов главни проблем. С друге стране његов искошени оклоп од 20 mm је касније повећан на 35 mm што га 1941. године чини бољим од сличних противничких, али то већ 1942. постаје недовољно.
Свеукупно је било произведено више од 6.000 примерака овог тенка који престаје да се производи почетком 1943. године када га и на последњој фабричкој линији мења Т-70.